# Gumtree
Gumtree − brytyjski serwis ogłoszeniowy z siedzibą w Hotham House w Richmond. Ogłoszenia są bezpłatne lub płatne w zależności od kategorii produktu i lokalizacji. W 2010 roku był największym serwisem ogłoszeniowym w Wielkiej Brytanii mając 14,8 mln unikalnych użytkowników miesięcznie. 
W 2011 roku Andrew Hunter, były dyrektor ds. marketingu Gumtree założył serwis ogłoszeniowy Adzuna.
W latach 2004–2022 funkcjonowała polska wersja serwisu.